# Eva Mylott
Eva Mylott (née en 1875 et morte en 1920) est une artiste lyrique australienne, de tessiture contralto.

## Biographie

### Famille
Ses parents sont Patrick Mylott, importateur de vin et propriétaire d'une flotte de navires, et Mary Heffernan, fille d'Ednund et d'Honora Heffernan.

### Formation et carrière
Patrick Mylott découvre la voix de contralto de sa fille alors que celle-ci est encore jeune. Eva Mylott commence par apprendre le chant lyrique chez Madame Christine, chanteuse d'opéra canadienne. Elle est ensuite mise en contact avec Mathilde Marchesi, professeure de chant lyrique, par Nellie Melba, célèbre soprano. 
En 1902, elle se rend en Angleterre pour y entreprendre une carrière.

### Fin de vie
En 1920, à l'âge de 45 ans, elle glisse sous la douche et se blesse au cou, ce qui provoque sa mort.

### Vie privée
En 1917, elle épouse l'homme d'affaires John Hutton Gibson. Elle est la grand-mère paternelle de Mel Gibson.